# Бод
У телекомунікаціях та електроніці, бод ([bɔːd]; символ: Bd) є загальною одиницею вимірювання швидкості символів, яка є одним із компонентів, що визначають швидкість зв'язку по каналу даних.
Це одиниця швидкості символів або швидкості модуляції у символах в секунду або імпульсах в секунду. Це кількість різних змін символів (сигнальних подій), які здійснюються в середовищі передачі даних за секунду в цифрово модульованому сигналі або в коді лінії швидкості bd.
Передача даних пов'язана з загальною швидкістю передачі даних, яка може бути виражена в бітах на секунду. Якщо в системі є точно два символи (зазвичай 0 і 1), то бод і біт в секунду (біт/с) еквівалентні.

## Походження назви
Одиниця бод названа на честь французького інженера Еміля Бодо (фр. Emile Baudot), винахідника коду Бодо для телеграфії, і представлена відповідно до правил для одиниць СІ . Тобто перша літера його символу є великою (Bd), але коли одиницю прописують, її слід писати в нижньому регістрі (бодах), за винятком випадків, коли вона починає речення.

## Визначення
Найкоротший імпульс, покладений в основу телеграфного коду, називається елементарним імпульсом. Якщо, наприклад, тривалість елементарних імпульсів становить 20 мілісекунд, то швидкість телеграфування дорівнює 50 бодам.
Час тривалості символу можна безпосередньо виміряти як час між переходами, подивившись на очну діаграму сигналу на осцилографі. Час тривалості символу Ts можна розрахувати як:
{\displaystyle T_{\text{s}}={1 \over f_{\text{s}}},}
де fs — швидкість символів. Також існує ймовірність непорозуміння, що призводить до двозначності.
Приклад: зв’язок зі швидкістю 1000 Bd означає спілкування за допомогою відправки 1000 символів в секунду. У випадку з модемом це відповідає 1000 тонам на секунду; так само, у випадку коду рядка, це відповідає 1000 імпульсам за секунду. Час тривалості символу1/1000 друге (тобто, 1 мілісекунда).